# 泊里站 (晋中市)
泊里站，位于山西省晋中市和顺县李阳镇，是阳涉铁路的货运站，由北京局集团管辖，邮政编码032701。距白羊墅站75公里，悬钟站118公里。年产量500万吨/年的泊里煤矿的产煤通过该车站沿铁路运输。